# Thomas Symons
Pour l’article homonyme, voir Symons.
Thomas Henry Bull Symons (Toronto, 30 mai 1929 - Peterborough, 1er janvier 2021) est un professeur et écrivain canadien.